# 塞凡湖
塞凡湖（羅馬化：Sevana Lich），是亚美尼亚东部的一座大型高山湖泊。面积约1360平方公里，是高加索地区最大的湖泊。
湖水通过南部的赫拉兹丹河流入阿拉克斯河，但大部分湖水是通过蒸发流失。塞凡湖由两部分组成，西北部分（Maly Sevan）面积较小但湖水较深，东南部分（Bolshoy Sevan）面积较大但湖水较浅。因赫拉兹丹河先后建设6座水电站，导致塞凡湖水位骤降。20世纪70年代，建造了一条49公里长的隧道将阿尔帕河河流引入湖中，水位才开始稳定。塞凡湖鱼类资源丰富，特别是鳟鱼，有特有种塞凡湖鳟。